# Lorentz (Fluss)
Der Lorentz (Sungai Lorentz), auch Nordfluss, Unir oder Undir, ist ein Fluss in den Provinzen Papua Pegunungan und Papua Selatan, zwei der östlichsten Provinzen Indonesiens auf der Insel Neuguinea.
Der Fluss fließt südlich von ausgedehnten Urwäldern und weitläufigen sumpfigen Niederungen und hat seinen Ursprung im Hochland der Insel. Der Lorentz mündet in die zur Arafurasee gehörige Flamingobucht (Teluk Flamingo), ein Mündungsgebiet mehrerer Flüsse.
Anfang des 20. Jahrhunderts spielte der schiffbare Teil des Flusses eine wichtige Rolle bei der Erkundung Niederländisch-Neuguineas im Westen Neuguineas. Drei große niederländische Expeditionen führten von der Mündung stromaufwärts zu den – damals noch unerforschten – zentralen schneebedeckten Bergen. Das Ziel der Expeditionen war es, den von „ewigem Schnee“ bedeckten Wilhelmina-Gipfel (heute Puncak Trikora). Die erste der drei Südneuguinea-Expeditionen scheiterte, bevor der Berg erreicht werden konnte. Die zweite Expedition erreichte den schneebedeckten Fuß des Wilhelmina, aber erst während der dritten Expedition konnte der Berg am 21. Februar 1913 bezwungen werden.
Der Name des Flusses wurde im 20. Jahrhundert dreimal geändert. Zum Zeitpunkt der ersten zwei Expeditionen (1907–1910) wurde er als Nordfluss bezeichnet, ein Name, den er während der ersten niederländischen Erkundung der Südküste von Neuguinea erhielt. Nach 1910 wurde der Name in Lorentz geändert, als Hommage an Hendrikus Albertus Lorentz, den Leiter von zwei der genannten Expeditionen; dieser Name galt mehr als ein halbes Jahrhundert. Nach der Übertragung Niederländisch-Neuguineas an Indonesien wurden viele topographische Bezeichnungen der niederländischen kolonialen Vergangenheit umbenannt und der Fluss heißt seitdem Unir. Unir stammt aus der Sprache der Asmat – der Völkergruppe der Papua. Auf vielen Karten hat der Fluss weiterhin die niederländische Bezeichnung Lorentz.